# Tiroteio na escola Risbergska
O tiroteio na escola Risbergska aconteceu no dia 4 de fevereiro de 2025, no início da tarde, na cidade de Örebro, Suécia. Na ação, o atirador (que já foi identificado pela imprensa) matou 11 pessoas e feriu outras onze. O incidente foi descrito como o "pior ataque a tiros da história da Suécia".

## Contexto
A Escola Risbergska é, na verdade, um dos antigos nomes do Campus Risbergska. Foi fundada em 1863 como uma escola para meninas e entre 1931 e 2016 foi uma escola pública municipal de ensino primário e secundário chamada Ginásio Risbergska, passando a admitir adultos em 2017. Crianças também estudam no campus.

Fica na zona urbana (bairro) de Västhaga, em Örebro, uma cidade da província de Närke, que por sua vez fica à cerca de 180 quilômetros da capital sueca, Estocolmo.

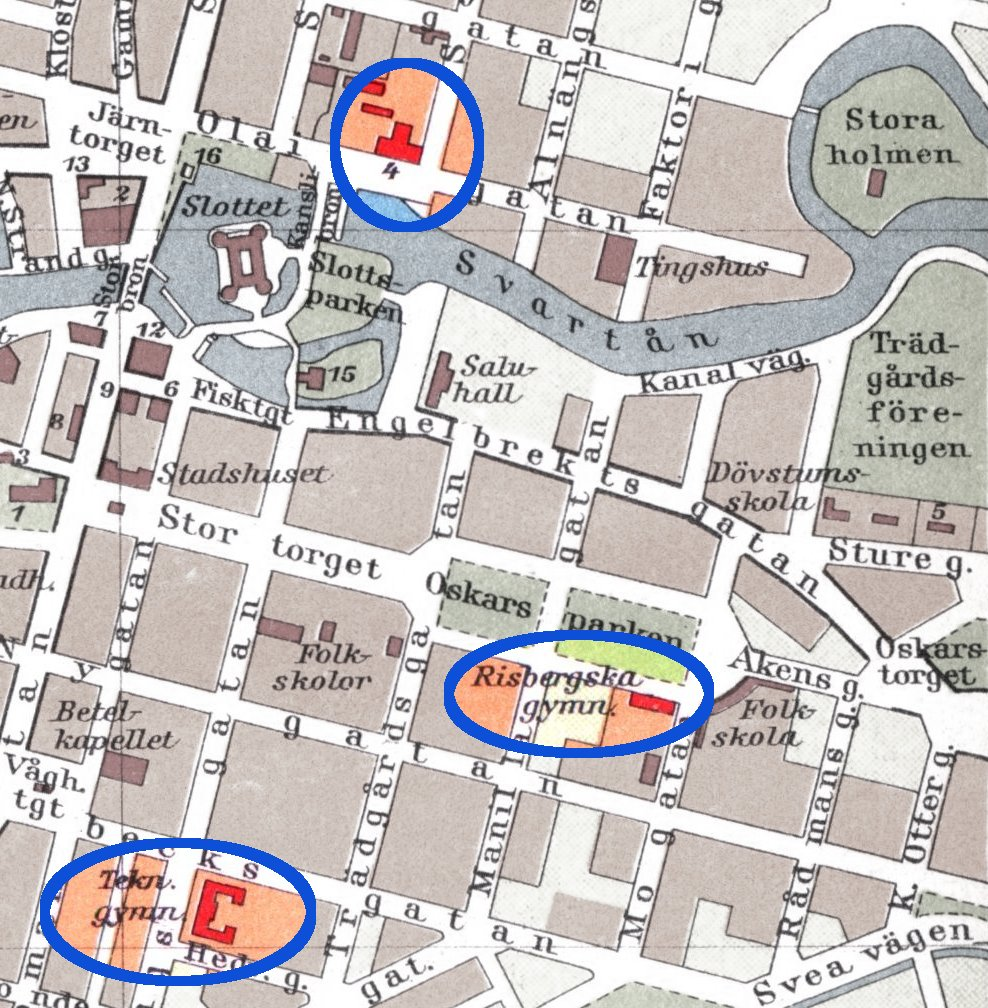
A localização da escola em Örebro
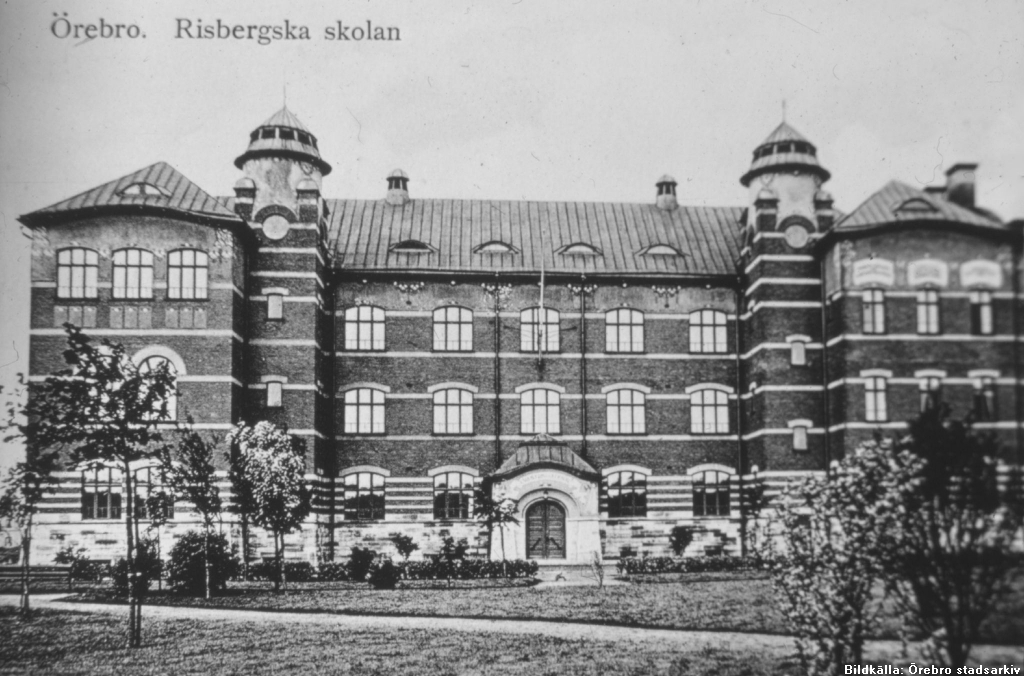
A Escola Risbergska em 1920

## Crime
Os policiais foram chamados por volta das 12h33 (horário local) e chegaram ao campus cinco minutos depois, sendo recebidos a tiros pelo criminoso. Lars Wiren, chefe da polícia local, descreveu a situação como "um inferno", e que havia "mortos, feridos, gritos e fumaça", esta causada por um artefato pirotécnico. A fumaça, inclusive, dificultou a atuação dos policiais, disse a polícia num relatório no dia 06. Enquanto isto, os alunos se refugiaram em salas da própria escola, em outros prédios do campus ou prédios de ruas próximas. "A situação era caótica e muitas pessoas assustadas corriam dentro e fora do local", diz o relatório também.
Reforços foram chamados e os policiais começaram a revistar o local, enquanto bloqueavam ruas das quadras próximas e orientavam as pessoas a ficarem longe do bairro Västhaga e abrigadas em suas casas e outros prédios. O aviso era para "ameaças de violência mortal".
"Às 12h33, um alarme toca no centro de comando da polícia em Bergslagen. Pouco mais de cinco minutos depois, a polícia chega ao local e vai diretamente para o Campus Risbergska. Pouco depois, a polícia relata fumaça. Eles sentem que alguém está se aproximando e então são alvejados. Eles veem o que percebem como um criminoso armado com uma arma semelhante a um rifle", relatou a polícia em seu portal.
Quase duas horas após o tiroteio começar, às 14h12, o aviso da polícia foi que "o perigo não acabou". Na atualização polícia das 15h39, autoridades informaram que suspeitavam que uma das pessoas levadas ao hospital era o atirador. A polícia também informou que continuava a "vasculhar a escola".
Às 18h a polícia informou que "cerca de dez pessoas morreram no incidente" e que o número de feridos ainda não estava claro. Na atualização das 23h55, foi informado que havia 11 mortos.

### Relatos de testemunhas
Dois professores da escola disseram ao jornal Dagens Nyheter que ouviram tiros vindos de um corredor, seguidos cerca de 30 minutos de silêncio e, em seguida, mais tiros.
Maria Pegado, uma professora da escola, contou ter ouvido os tiros que fugiu com seus 15 alunos pelo corredor. Ingela Bäck Gustafsson, a diretora da escola, estava almoçando quando os alunos entraram correndo e disseram a ela que todos deveriam sair. Assim, ela e outros se abrigaram numa loja próxima chamada Myrorna. Lena Warenmark, outra professora da escola, disse que havia menos alunos do que o normal no prédio no momento do tiroteio, já que muitos tinham ido para casa após um exame nacional.

## Reações

### Consequências imediatas
Prédios próximos, incluindo escolas, foram fechadas e a polícia instruiu o público a ficar longe da área, que foi isolada. O governo da cidade criou um centro de crise em uma igreja. O Hospital Universitário de Örebro cancelou todos os atendimentos não-emergenciais para atender as vítimas do tiroteio e outros hospitais de cidades próximas também se prepararam para prestar atendimentos. Ambulâncias e pessoal médico foram enviados dos condados vizinhos de Södermanland e Västmanland para prestar ajuda e o governo de Värmland autorizou o envio de bolsas de sangue. Além disso, Värmland e Dalarna forneceram reforços policiais.

### Reações de autoridades
O primeiro-ministro sueco Ulf Kristersson comentou nas redes sociais que é "um dia muito doloroso para toda a Suécia. O ministro da Justiça sueco Gunnar Strömmer disse em uma entrevista coletiva que o tiroteio era "um dos piores tiroteios da história da Suécia".
Carl XVI Gustaf, Rei da Suécia, enviou condolências, dizendo: "enviamos as nossas condolências esta noite às famílias e amigos dos falecidos. Os nossos pensamentos neste momento vão também para os feridos e os seus familiares, bem como para outros afectados".
Roberto Eid Forest, chefe da polícia local, descreveu a cena como “terrível, excepcional” e “um pesadelo”.
No dia 5, um dia após o crime, o Rei Carl XVI Gustaf e a Rainha Sílvia levaram flores até o campus e participaram de um culto na igreja local.

## Investigações
Depois de identificado [apesar da polícia não revelar seu nome e chamá-lo de "desconhecido" - em 07/02/25], a residência do criminoso em Örebro foi cercada e depois revisada no mesmo dia. A polícia acreditou imediatamento que ele havia agido sozinho e descartou terrorismo e crime relacionado a gangues como motivos.
No dia 06, Lars Wiren, chefe da polícia local, deu mais detalhes sobre o crime, afirmando que o atirador foi encontrado já morto cerca de uma hora depois da polícia chegar ao campus e que junto a seu corpo havia "várias armas" e "uma dúzia de carregadores vazios e uma grande quantidade de munição não utilizada".

### Perfil do criminoso
O autor do ataque tinha 35 anos e não tinha antecedentes criminais. Além disto tinha licença para porte de armas e licença para caçar. "Solitário, com problemas psicológicos, desempregado e com licença para caça. É assim que os média suecos caracterizam Rickard Andersson", escreveu o jornal português Jornal de Notícias.
A imprensa divulgou seu nome, Rickard Andersson, no dia 5, e testemunhas entrevistadas que o conheciam disseram que ele era uma pessoa reclusa e isolada. Para o jornal Aftonbladet um parente revelou: "ele tinha um amigo com quem saía muito, mas não ultimamente". Outro parente revelou que ele tinha passado por "momentos difíceis nos últimos anos". Outro ainda disse que ele "era diferente quando criança, mas um bom aluno" e que isto "havia mudando com o passar dos anos". Já ex-colegas de escola também o descreveram como "estranho" e uma colega do ensino secundário disse que "não sei se já o ouvi falar. Talvez epenas murmurar". O Aftonbladet também reportou que ele havia sido recusado no Serviço Militar por não ter os requisitos necessários, incluindo não ter concluído o ensino médio.
Em 2017 ele teria mudado seu nome de Jonas Simon para Rickard Andersson, reportou o jornal Dagens Nyheter.

### Motivação
O motivo do crime segue sendo investigado, mas o Jornal de Notícias noticiou que "a estação TV4 publicou um vídeo de um estudante escondido no banheiro em que é possível ouvir tiros e uma pessoa a gritar: 'vocês vão deixar a Europa'. Segundo o canal, o centro educacional tinha aulas de sueco para imigrantes".

## Vítimas
Na atualização do dia 05, emitida às 11h22, a polícia comunicou que 11 pessoas haviam morrido e que seis pacientes estavam no hospital e que alguns haviam sido operados. O G1 reportou que cinco vítimas estavam em estado grave.
No dia 07, a polícia divulgou um comunicando anunciando que os mortos eram sete mulheres e quatro homens, todos moradores do condado de Örebro. As mulheres tinham 32, 38, 46, 52, 54, 55 e 68 anos de idade e os homens, 28, 31, 35 [o atirador] e 48.
Um dos mortos era um cidadão sírio e outro era bósnio. Seis policiais foram levados ao hospital após inalar fumaça.